# Рельсы (фильм)
«Рельсы» (итал. Rotaie) — итальянский чёрно-белый немой фильм-драма режиссёра Марио Камерини снятый в 1930 году. Год спустя, в 1931-м, режиссёр сделал аудиоверсию изначально снятого без звука фильма.

## Сюжет
Двое молодых людей, поженившиеся против воли родителей, укрылись в небольшом отеле рядом с железнодорожной станцией, даже не имея денег, чтобы заплатить за номер. В их планы входило совместное самоубийство из-за непонимания предков и отсутствия средств к существованию. Ветер, поднявшийся при прохождении поезда, распахивает окно и опрокидывает приготовленный стакан с ядом. Молодые люди понимают, что это знак небес, неправильным было их необдуманное решение о суициде и бегут прочь в поисках убежища на вокзал, где по воле случая они находят бумажник, полный банкнот.
Джорджио, так зовут главного героя, по прибытии на вокзал поезда до Сан-Ремо, спонтанно принимает решение отправиться в путешествие, ведь теперь у них есть деньги. Так они оказываются в приморском курортном Сан-Ремо, где снимают номер в шикарном отеле и Джорджио увлекается игрой в казино. Вскоре он проигрывает все деньги, в отчаянии он хотел украсть с игорного стола чужие фишки. Богатый мужчина Жак Мерсье, чьи фишки хотел прикарманить Джорджио  — спасает его, заявляя, что они партнёры и это их общие фишки. Мерсье спас его не из благодушия, а из коварных соображений. Дело в том, что он положил глаз на супругу Джорджио и тем самым хотел как бы подкупить молодого человека.
Тем временем, супруга Джорджио, коротая время в одиночестве в гостиничном номере, пока муж проигрывает деньги, получает записку от Жака Мерсье с приглашением посетить его апартаменты. Поразмыслив немного, она всё же идёт на эту встречу. Возвратившийся из казино Джорджио, не найдя супруги в их номере, находит её в апартаментах Мерсье. После бурной сцены объяснений, Джорджио бросает Жаку деньги, выигранные с украденным им фишек и, прихватив любимую супругу, уходит из отеля. Они вновь садятся в поезд, особо не задумываясь о месте назначения. В финале фильма показан счастливый Джорджио, нашедший место рабочего на заводе, у ворот которого его ждёт не менее счастливая жена. Они начинают новую, счастливую жизнь.

## В ролях
- Кете фон Надь — девушка
- Маурицио Д’Анкора — Джорджио, её муж
- Даниэле Креспи — Жак Мерсье
- Джакомо Москини — друг Жака, игрок в казино (в титрах — Альдо Москино)
- Карола Лотти — блондинка, его подруга (в титрах — Пиа Карола Лотти)
- Марио Камерини — игрок в рулетку
- Гвидо Челано — эпизод в поезде

…Гораздо важнее мелодраматического сюжета воссоздание настроений, атмосферы, среды. На фоне тогдашней итальянской продукции фильм обратил внимание поворотом к реальности, повседневной жизни. Режиссёр уверенно пользуется контрастами, противопоставляя шикарный быт богачей простой, но полнокровной народной жизни.
Некоторые радикальные критики обвиняли фильм в подыгрывании официальной фашистской доктрине (герой обретает место в жизни в труде на благо режима). Ныне такие претензии представляются малоубедительными.

## Дополнительные сведения
- Фильм «Рельсы», наряду с «Солнцем» Алессандро Блазетти, ознаменовал «возрождение» итальянского кино после кризиса 1920-х[2].
- В озвученной версии фильма, выпущенной в 1931 году звучит музыка Марчелло Латтеса и песня Mara в исполнении Нуччо Фиорда.